# Палетайн-Бридж (Нью-Йорк)
Палетайн-Бридж (англ. Palatine Bridge) — селище (англ. village) в США, в окрузі Монтгомері штату Нью-Йорк. Населення — 796 осіб (2020).

## Географія
Палетайн-Бридж розташований за координатами 42°54′52″ пн. ш. 74°34′46″ зх. д. / 42.91444° пн. ш. 74.57944° зх. д. (42.914308, -74.579418).  За даними Бюро перепису населення США в 2010 році селище мало площу 2,46 км², з яких 2,29 км² — суходіл та 0,17 км² — водойми.

## Демографія
Згідно з переписом 2010 року, у селищі мешкало 737 осіб у 311 домогосподарстві у складі 182 родин. Густота населення становила 300 осіб/км².  Було 335 помешкань (136/км²).
Расовий склад населення:
| - 98,0 % — білих - 0,5 % — азіатів - 0,1 % — корінних американців - 0,1 % — чорних або афроамериканців |

До двох чи більше рас належало 1,1 %. Частка іспаномовних становила 1,6 % від усіх жителів.
За віковим діапазоном населення розподілялося таким чином: 17,2 % — особи молодші 18 років, 50,9 % — особи у віці 18—64 років, 31,9 % — особи у віці 65 років та старші. Медіана віку мешканця становила 52,7 року. На 100 осіб жіночої статі у селищі припадало 89,0 чоловіків;  на 100 жінок у віці від 18 років та старших — 81,5 чоловіків також старших 18 років.
Середній дохід на одне домашнє господарство  становив 57 723 долари США (медіана — 39 000), а середній дохід на одну сім'ю — 66 901 долар (медіана — 55 000). Медіана доходів становила 52 344 долари для чоловіків та 31 667 доларів для жінок. За межею бідності перебувало 11,7 % осіб, у тому числі 5,7 % дітей у віці до 18 років та 13,3 % осіб у віці 65 років та старших.
Цивільне працевлаштоване населення становило 350 осіб. Основні галузі зайнятості: освіта, охорона здоров'я та соціальна допомога — 36,0 %, виробництво — 15,4 %, роздрібна торгівля — 14,0 %.